# Gabriela Bertante
Gabriela Bertante là một người mẫu Brazil xuất hiện trong các bộ phim Ấn Độ.

## Đầu đời
Gabriela Bertante nói rằng khi còn là một thiếu niên 17 tuổi, cô thường giúp đỡ cha mẹ tại cửa hàng của họ ở quê nhà ở Matias Barbosa, Minas Gerais, Brazil trước khi cô chuyển đến Sao Paulo để bắt đầu sự nghiệp người mẫu. Bertante cũng rất coi trọng bóng đá của mình và chơi ở các giải bóng đá trong khu vực, trong khi anh trai của cô là Glelberson Luís Leopoldino Bertante đã chơi bóng đá chuyên nghiệp cho một số đội bóng Brazil bao gồm Palmeiras. Cô chuyển đến Ấn Độ vào năm 2010 và tham gia Tuần lễ thời trang Lakme và được đăng trên một số tạp chí thu hút sự chú ý của MTV, người đã đưa cô vào vai một VJ trong MTV Grind.

## Nghề nghiệp
Gabriela Bertante đã có một cuộc gặp với Puri Jagannadh ở Mumbai và đạo diễn đề nghị cô nên thực hiện một buổi chụp thử, vì vậy cô đã đến Hyderabad để gặp anh. và sau đó đã nhận được một lời đề nghị nhảy cho một số vật phẩm trong Devudu Chesina Manushulu cùng với Ravi Teja. Cô đã quay cho bài hát ở Bangkok, Thái Lan. Gabriela Bertante được đóng trong bộ phim Billa II của Chakri Toleti cùng với nam diễn viên hàng đầu Ajith Kumar. Cô đã gặp đạo diễn Chakri Toleti, khi anh đang casting cho một bộ phim trước đó và anh hứa với cô vai này. Bài hát, được sáng tác bởi Yuvan Shankar Raja, đã được hình dung ở Goa và một phòng thu ở Mumbai. Gabriela Bertante sẽ ra mắt tại Bollywood với bộ phim "Balwinder Singh nổi tiếng Ho Gaya" cùng với các diễn viên Mika Singh và Shaan. Bộ phim này dự kiến sẽ phát hành vào ngày 19 tháng 9 năm 2014.